# Leipzig-Eutritzsch
Eutritzsch est un quartier dans le nord de la ville de Leipzig en Allemagne. Avant son incorporation dans Leipzig en 1890, Eutritzsch était un village slave. Quartier résidentiel, il s'organise autour de l'Eutritzscher Zentrum entre les lignes de tram 16 et 9.

## Position
L'ancien centre du village d'Eutritzsch, sur l'Eutritzscher Markt et la Gräfestrasse, est situé à environ 3 kilomètres au nord du centre-ville de Leipzig. Eutritzsch comprend également l'hôpital St. Georg plus au nord, la colonie St. Georg, la zone industrielle de la Zschortauer Straße ainsi que des zones mixtes et résidentielles au sud datant de l'époque wilhelminienne et de l'entre-deux-guerres. Le cimetière du nord de Leipzig ainsi que l'ancien et le nouveau cimetière israélite se trouvent à Eutritzsch. L'artère de circulation la plus importante est la Delitzscher Straße, qui s'étend dans le sens nord-sud et sur laquelle passe la ligne de tramway 16 jusqu'à la Neue Messe.

## Géographie
| Leipzig-Wiederitzsch Leipzig-Gohlis-Nord | Leipzig-Wiederitzsch | Leipzig-Mockau-Nord            |
| Leipzig-Gohlis-Mitte Leipzig-Gohlis-Süd  | Leipzig-Eutritzsch   | Leipzig-Mockau-Süd             |
| Leipzig-Zentrum-Nord                     | Leipzig-Zentrum-Ost  | Leipzig-Schönefeld-Abtnaundorf |

L'Eutritzsch est limitrophe à l'ouest de deux des trois quartiers de Gohlis, dont il est séparé par le parc Arthur Bretschneider et le ruisseau Nördliche Rietzschke. Au nord, le quartier de Wiederitzsch, qui n'a été intégré à Leipzig qu'en 1999, est voisin. À l'est, le chemin de fer de Berlin forme la frontière entre les deux quartiers de Mockau et Schönefeld et au sud-ouest, la Leipzig Nordvorstadt borde l'Eutritzsch.

## Population
Le quartier comptait 14 641 habitants le 1er janvier 2020 selon le registre des déclarations domiciliaires, c'est-à-dire 3162 hab./km2.
| Année | Habitants |
| ----- | --------- |
| 2000  | 10.558    |
| 2005  | 10.711    |
| 2010  | 11.637    |
| 2015  | 13.896    |
| 2020  | 14.701    |
| 2023  | 15.533    |

## Entreprise

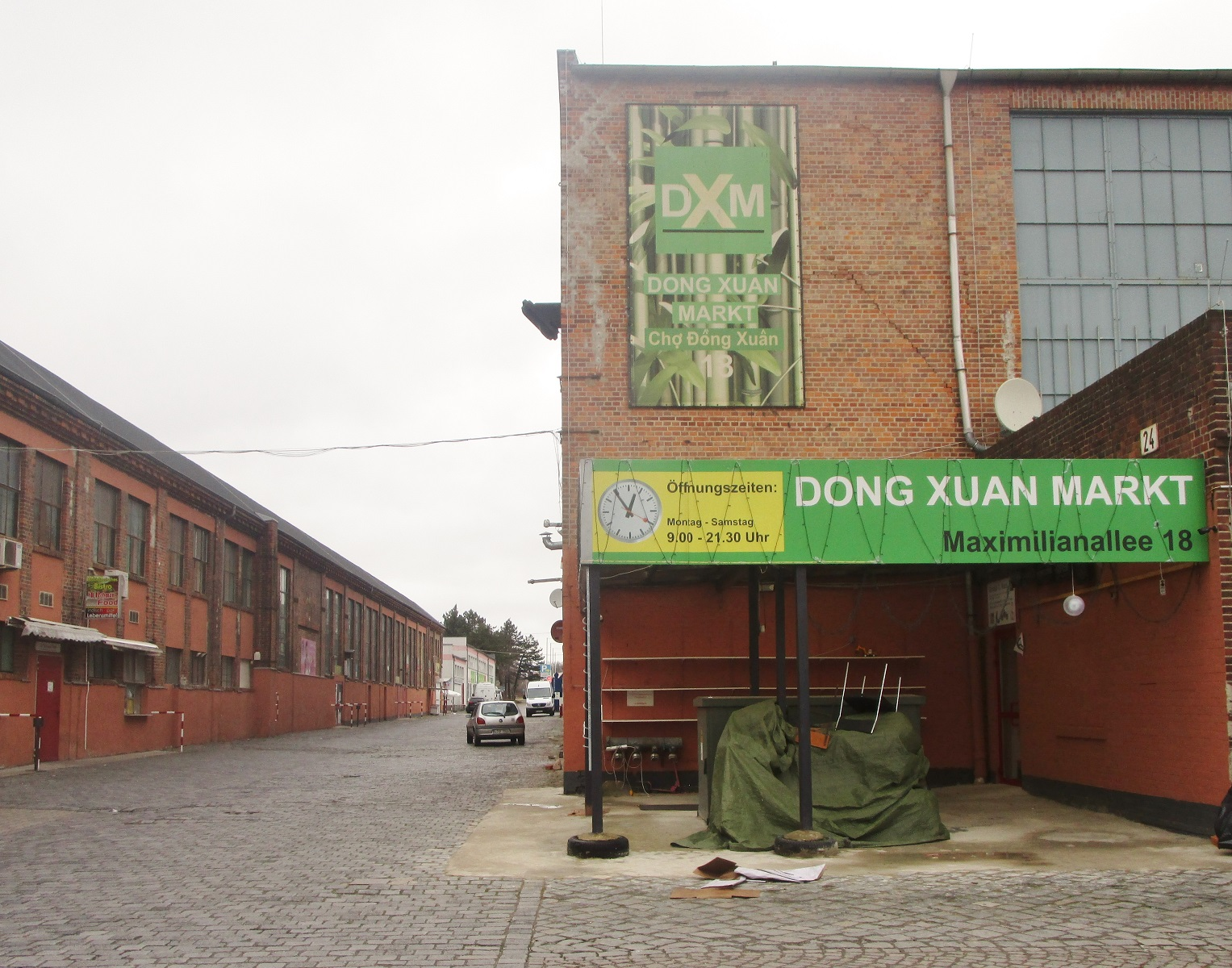
Marché de gros vietnamien-asiatique

L'un des plus grands marchés asiatiques d'Allemagne est situé dans d'anciens halls industriels de la Maximilianallee.

## Soins de santé
L'hôpital municipal St. Georg est situé au nord d'Eutritzsch et, avec ses 1 200 lits, son importance s'étend bien au-delà du quartier. Il a été inauguré en 1913 sous la forme d'un complexe aux allures de parc comprenant sept bâtiments de division et remonte aux 800 ans d'histoire de l'hôpital St. Georg de Leipzig.

## Stèle commémorative

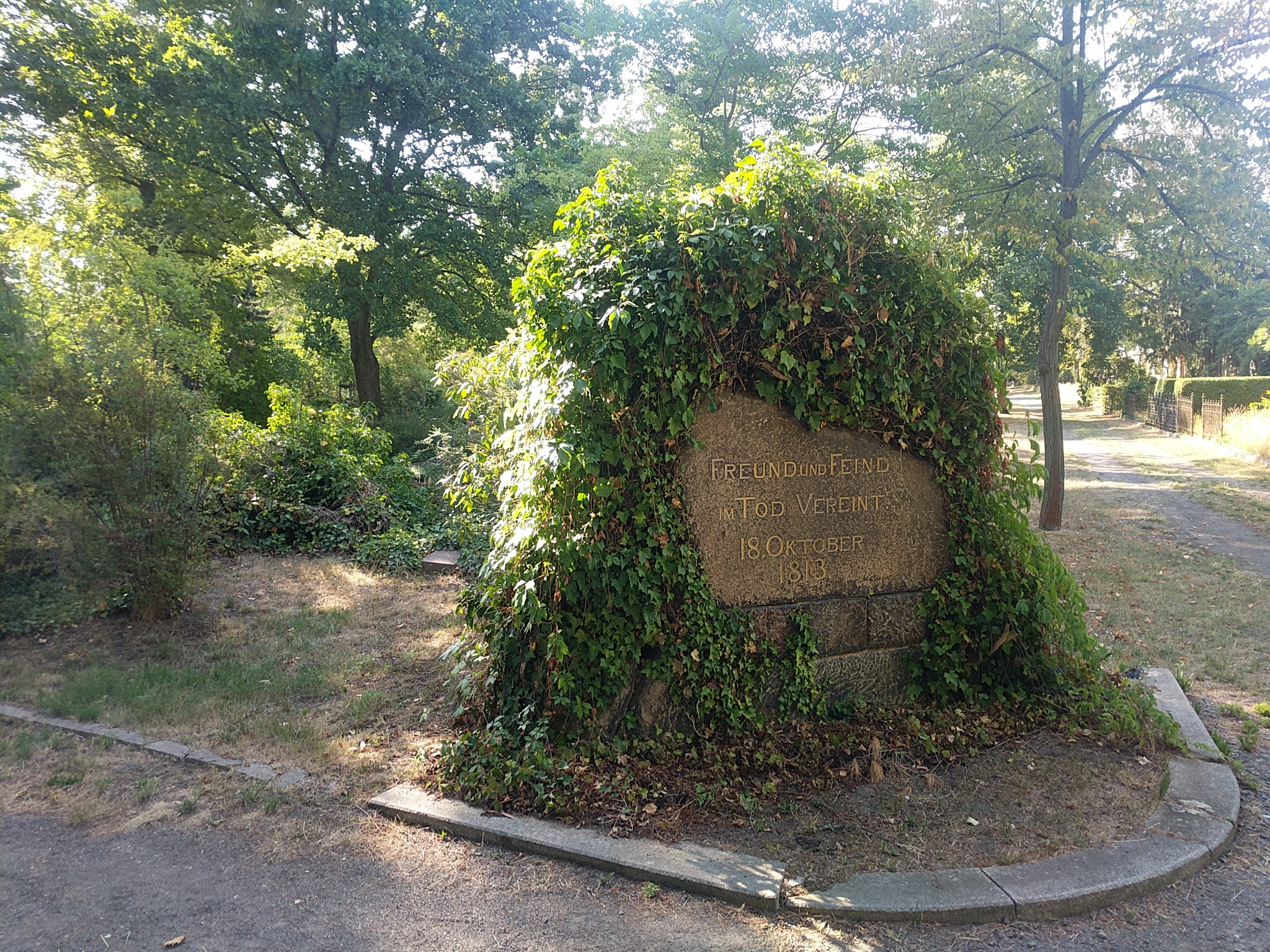
Stèle commémorative au cimetière du Nord (Leipzig)

À Eutritzsch se trouve le cimetière du Nord de Leipzig avec une stèle commémorative concernant la Bataille de Leipzig (1813) avec l'inscription en allemand: "Ami et ennemi unités dans la mort".

## Personnalités
- Christian Gottlieb Geyser (1742-1803), peintre et graveur, propriétaire d'un domaine à Eutritzsch
- Otto Kuntze (1843-1907), botaniste et promoteur immobilier (maisons de campagne du Dr Otto Kuntze dans l'actuelle Mörikestrasse)